# Bruxelles-Luxembourg
Bruxelles-Luxembourg – stacja kolejowa w Brukseli, w Belgii. Znajdują się tu 3 perony.